# Награда Гоја за најбољу главну глумицу
Награда Гоја за најбољу главну глумицу (шп. Premio Goya a la mejor interpretación femenina protagonista) је део награде Гоја, која је најважнија шпанска филмска награда.

## Награђене и номиноване

### 1980-е
- 1987 Amparo Rivelles - Hay que deshacer la casa
  - Ángela Molina - La mitad del cielo
  - Викторија Абрил - Tiempo de silencio

- 1988 Verónica Forqué - La vida alegre
  - Irene Gutiérrez Caba - La casa de Bernada Alba
  - Викторија Абрил - El lute: camina o revienta

- 1989 Carmen Maura - Mujeres al borde de un ataque de nervios
  - Викторија Абрил - Bâton Rouge
  - María Fernanda d'Ocón - Caminos de tiza
  - Ángela Molina - Luces y sombras
  - Ana Belén - Miss Caribe

### 1990-е
- 1990 Rafaela Aparicio - El mar y el tiempo
  - Викторија Абрил - Aventis
  - Verónica Forqué - Bajarse al moro
  - Ángela Molina - Las cosas del querer
  - Ana Belén - El vuelo de la paloma

- 1991 Carmen Maura - ¡Ay, Carmela!
  - Charo López - Lo más natural
  - Викторија Абрил - ¡Átame!

- 1992 Silvia Munt - Alas de mariposa
  - Викторија Абрил - Amantes
  - Maribel Verdú - Amantes

- 1993 Ariadna Gil - Belle Epoque
  - Пенелопе Круз - Jamón, jamón
  - Assumpta Serna - El maestro de esgrima

- 1994 Verónica Forqué - Kika
  - Emma Suárez - La ardilla roja
  - Carmen Maura - Sombras en una batalla

- 1995 Cristina Marcos - Todos los hombres sois iguales
  - Ruth Gabriel - Días contados
  - Ana Belén - La pasión turca

- 1996 Викторија Абрил - Nadie hablará de nosotras cuando hayamos muerto
  - Ariadna Gil - Antárdida
  - Marisa Paredes - La flor de mi secreto

- 1997 Emma Suárez - El perro del hortelano
  - Concha Velasco - Más allá del jardín
  - Ana Torrent - Tesis

- 1998 Cecilia Roth - Martín (Hache)
  - Maribel Verdú - La buena estrella
  - Julia Gutiérrez Caba - El color de las nubes

- 1999 Пенелопе Круз - La niña de tus ojos
  - Cayetana Guillén Cuervo - El abuelo
  - Najwa Nimri - Los amantes del círculo polar
  - Leonor Watling - La hora de los valientes

### 2000-е
- 2000 Cecilia Roth - Todo sobre mi madre
  - Mercedes Sampietro - Cuando vuelvas a mi lado
  - Carmen Maura - Lisboa
  - Ariadna Gil - Lágrimas negras

- 2001 Carmen Maura - La comunidad
  - Icíar Bollaín - Leo
  - Adriana Ozores - Plenilunio
  - Lydia Bosch - Una historia de entonces

- 2002 Пилар Лопез де Ајала - Juana la Loca
  - Никол Кидман - The Others
  - Викторија Абрил - Sin noticias de Dios
  - Паз Вега - Sólo mía

- 2003 Mercedes Sampietro - Lugares comunes
  - Leonor Watling - A mi madre le gustan las mujeres
  - Ana Fernández - Historia de un beso
  - Adriana Ozores - La vida de nadie

- 2004 Laia Marull - Te doy mis ojos
  - Sarah Polley - Mi vida sin mí
  - Ariadna Gil - Soldados de Salamina
  - Adriana Ozores - La suerte dormida

- 2005 Lola Dueñas - Mar adentro
  - Ana Belén - Cosas que hacen que la vida valga la pena
  - Pilar Bardem - María querida
  - Пенелопе Круз - Non ti muovere

- 2006 Candela Peña - Princesas
  - Emma Vilarasau - Para que no me olvides
  - Nathalie Poza - Malas temporadas
  - Adriana Ozores - Heroína

- 2007 Пенелопе Круз - Volver
  - Maribel Verdú - El laberinto del fauno
  - Marta Etura - Azuloscurocasinegro
  - Silvia Abascal - La Dama Boba

- 2008 Maribel Verdú - Siete mesas de billar francés
  - Blanca Portillo - Siete mesas de billar francés
  - Belén Rueda - El Orfanato
  - Emma Suárez - Bajo las estrellas

- 2009 Carme Elias - Camino
  - Veronica Echegui - El Patio de mi carcel
  - Ariadna Gil - Solo quiero caminar
  - Maribel Verdu - Los girasoles ciegos

### 2010-е
- 2010 Lola Duenas - Yo, tambien
  - Пенелопе Круз - Прекинути загрљаји
  - Рејчел Вајс - Agora
  - Maribel Verdu - Tetro

- 2011 Nora Navas - Pa negre
  - Белен Руеда - Los ojos da Julia
  - Елена Анаја - Habitacion en Roma
  - Emma Suarez - La mosquitera

- 2012 Елена Анаја - Кожа у којој живим
  - Вероника Ечеги - Катманду, огледало на небу
  - Салма Хајек - Варница живота
  - Инма Куеста - Успавани глас

- 2013 Марибел Верду - Снежана
  - Пенелопе Круз - Поново се родити
  - Аида Фолч - Уметник и модел
  - Наоми Вотс - Немогуће

- 2014 Маријан Алварез - Рана
  - Инма Куеста - Несуђена млада
  - Аура Гаридо - Стокхолм
  - Нора Навас - Сви јој желимо најбоље

- 2015 Барбара Лени - Чаробна девојка
  - Макарена Гомез - Роспије
  - Елена Анаја - Сви су мртви
  - Марија Леон - Марсељ